# 雅卡雷-杜斯奥门斯
雅卡雷-杜斯奥门斯是巴西阿拉戈斯州的一个市镇。总面积142.34平方公里，总人口5622人，人口密度39.5人/平方公里。